# Under 18, ingen tobak
Under 18, ingen tobak var en kampanj i Sverige, i samband med att Sveriges riksdag den 9 oktober 1996 förbjöd försäljning av tobak till personer under 18 år från den 1 januari 1997, samt ett smeknamn för denna lag . Skylten syntes i kioskar, affärer, bensinstationer och andra platser som säljer tobak, och försökte upplysa ungdomar att de inte längre fick köpa tobaksvaror. På vissa texter stod även Sveriges nya lag, och hade en bild på ett, förmodligen tobaksfritt, ishockeylag, vilket gjorde ordet lag tvetydigt, och var tänkt att syfta på såväl idrottslag som juridisk lag.